# Dinosaurs
Dinosaurs is een Amerikaanse sitcom die oorspronkelijk van 1991 tot en met 1994 werd uitgezonden door ABC. De serie is het geesteskind van poppenmaker Jim Henson en bestaat uit 65 afleveringen. In 1992 bracht RTL 4 Dinosaurs in Nederland op de buis en in Vlaanderen is de reeks een tijdje uitgezonden door Ketnet.
Dinosaurs won in 1991 een Emmy Award voor de art-direction en was genomineerd voor een tweede voor de montage.

## Uitgangspunt
Dinosaurs is een poppenserie over de familie Sinclair, een antropomorfe versie van een doorsnee dinosaurussengezin in het prehistorische tijdperk. De wereld van de Dinosaurs is een parodie op de hedendaagse maatschappij. Earl Sinclair is een 43-jarige megalosaurus en heeft samen met zijn vrouw Fran (een allosaurus) drie kinderen: de puberende tieners Robbie en Charlene en de baldadige, goed tegen een stootje kunnende baby Baby. Frans moeder Ethyl Phillips woont ook in het huis van de familie Sinclair.
Earl werkt bij boomzagerij Wesayso Development Corporation en komt met regelmaat in aanvaring met zijn tirannieke baas B.P. Richfield, een vleesetende triceratops. Earl is bevriend met zijn collega Roy Hess, een joviale tyrannosaurus.